# Sperrgrundstück
Sperrgrundstücke (in Süddeutschland unter bestimmten Umständen auch Schikanierzwickel genannt) sind Grundstücke, die bestimmte Nutzungen oder Vorhaben auf Nachbargrundstücken ausschließen. Wenn in Deutschland ein Sperrgrundstück bspw. von einem Naturschutzverband nicht direkt zur Nutzung gekauft, sondern nur um die Verfahrensbeteiligung in einem Planungsverfahren zu erzwingen, kann dieser Kauf als rechtsmissbräuchlich beurteilt werden und damit die Klagebefugnis für eine Klage gegen den Planfeststellungsbeschluss entfallen.
Erfolgreich waren in der Vergangenheit Kauf und Nutzung eines Gebäudes/Grundstückes, um Eingriffen in Natur- und Umwelt oder eine gewachsene Ortsstruktur zu begegnen. Beispiel: das „Moorburg“ genannte Haus im gleichnamigen Hamburger Stadtteil, das von über 200 Personen gekauft wurde (langjährige Nutzung als Tagungshaus). Eine ähnliche Situation ergibt sich bei Grundstücken und Rechten an Grundstücken (im konkreten Fall Bergrechte im Landkreis Lüchow-Dannenberg), die von langjährigen Eigentümern gehalten werden.
Beispiel die Salinas Salzgut GmbH, die einen Pachtvertrag für Teile des Gorlebener Salzstockes hat.
Auch international hat die Verfahrensweise, Sperrgrundstücke für den Erhalt von Regenwald oder Lebensräumen zu kaufen, zugenommen. So z. B. durch die Organisation "Rettet den Regenwald e.V.